# Saut à la perche féminin aux Jeux olympiques d'été de 2012
Navigation
Pékin 2008 Rio 2016
Le concours du saut à la perche féminin aux Jeux olympiques de 2012 a eu lieu le 4 août pour les qualifications et le 6 août pour la finale dans le Stade olympique de Londres.
Les limites de qualifications étaient de 4,50 m pour la limite A et de 4,40 m pour la limite B.

## Records
Avant cette compétition, les records dans cette discipline étaient les suivants :
| Record du monde  | 5,06 m | Yelena Isinbayeva | Russie | 28 août 2009 | Zurich |
| Record olympique | 5,05 m | Yelena Isinbayeva | Russie | 18 août 2008 | Pékin  |

## Médaillées
| Or            | Argent         | Bronze            |
| Jennifer Suhr | Yarisley Silva | Yelena Isinbayeva |

## Résultats

### Finale (6 août)
| Rang               | Athlète           | Nationalité        | 4,30 m | 4,45 m | 4,55 m | 4,65 m | 4,70 m | 4,75 m | 4,80 m | Résultat | Notes |
| ------------------ | ----------------- | ------------------ | ------ | ------ | ------ | ------ | ------ | ------ | ------ | -------- | ----- |
| Médaille d'or      | Jennifer Suhr     | États-Unis         | –      | –      | o      | –      | o      | xo     | xxx    | 4,75 m   |       |
| Médaille d'argent  | Yarisley Silva    | Cuba               | –      | xo     | o      | o      | o      | xo     | xxx    | 4,75 m   | =NR   |
| Médaille de bronze | Yelena Isinbayeva | Russie             | –      | –      | x–     | o      | o      | xx–    | x      | 4,70 m   |       |
| 4                  | Silke Spiegelburg | Allemagne          | –      | –      | o      | o      | x–     | xx     |        | 4,65 m   |       |
| 5                  | Martina Strutz    | Allemagne          | –      | xo     | o      | x–     | xx     |        |        | 4,55 m   |       |
| 6                  | Jiřina Ptáčníková | République tchèque | o      | xxo    | xx–    | x      |        |        |        | 4,45 m   |       |
| 6                  | Lisa Ryzih        | Allemagne          | –      | xxo    | xxx    |        |        |        |        | 4,45 m   |       |
| 6                  | Holly Bleasdale   | Grande-Bretagne    | –      | xxo    | xxx    |        |        |        |        | 4,45 m   |       |
| 9                  | Becky Holliday    | États-Unis         | xo     | xxo    | xxx    |        |        |        |        | 4,45 m   |       |
| 10                 | Vanessa Boslak    | France             | xo     | xxx    |        |        |        |        |        | 4,30 m   |       |
| 11                 | Alana Boyd        | Australie          | xxo    | xxx    |        |        |        |        |        | 4,30 m   |       |
| —                  | Anna Rogowska     | Pologne            | –      | xxx    |        |        |        |        |        | NM       |       |

### Qualifications (4 août)
| Place | Athlète              | Hauteur | Hauteur | Hauteur | Hauteur | Hauteur | Résultat | Notes |
| Place | Athlète              | 4,10 m  | 4,25 m  | 4,40 m  | 4,50 m  | 4,55 m  | Résultat | Notes |
| ----- | -------------------- | ------- | ------- | ------- | ------- | ------- | -------- | ----- |
| 1re   | Yarisley Silva       | -       | -       | -       | O       | O       | 4,55 m   | q     |
| 1re   | Jennifer Suhr        | -       | -       | -       | -       | O       | 4,55 m   | q     |
| 3e    | Lisa Ryzih           |         |         | O       | XO      | O       | 4,55 m   | q     |
| 4e    | Holly Bleasdale      | -       | -       | XO      | O       | XO      | 4,55 m   | q     |
| 4e    | Vanessa Boslak       | -       | -       | XO      | O       | XO      | 4,55 m   | q     |
| 4e    | Martina Strutz       | -       | -       | O       | XO      | XO      | 4,55 m   | q     |
| 7e    | Alana Boyd           | -       | O       | XXO     | XXO     | XO      | 4,55 m   | q     |
| 8e    | Monika Pyrek         | -       | O       | O       | XXX     |         | 4,40 m   |       |
| 9e    | Anastasiya Shvedova  | -       | XO      | O       | -       | XXX     | 4,40 m   |       |
| 10e   | Jillian Schwartz     | O       | XXO     | O       | XXX     |         | 4,40 m   |       |
| 11e   | Tomomi Abiko         | O       | O       | XXX     |         |         | 4,25 m   |       |
| 11e   | Angelica Bengtsson   | -       | O       | XXX     |         |         | 4,25 m   |       |
| 11e   | Tina Šutej           | O       | O       | XXX     |         |         | 4,25 m   |       |
| 14e   | Ekaterini Stefanidi  | XO      | O       | XXX     |         |         | 4,25 m   |       |
| 15e   | Minna Nikkanen       | O       | XO      | XXX     |         |         | 4,25 m   |       |
| 15e   | Anastasia Savchenko  | -       | XO      | XXX     |         |         | 4,25 m   |       |
| 17e   | Li Ling              | -       | XXO     | XXX     |         |         | 4,25 m   |       |
| 18e   | Yun-Hee Choi         | XO      | XXX     |         |         |         | 4,10 m   |       |
| 18e   | Maria Leonor Tavares | XO      | XXX     |         |         |         | 4,10 m   |       |
| 20e   | Ganna Shelekh        | XXO     | -       | XXX     |         |         | 4,10 m   |       |

| Place | Athlète                | Hauteur | Hauteur | Hauteur | Hauteur | Hauteur | Résultat | Notes |
| Place | Athlète                | 4,10 m  | 4,25 m  | 4,40 m  | 4,50 m  | 4,55 m  | Résultat | Notes |
| ----- | ---------------------- | ------- | ------- | ------- | ------- | ------- | -------- | ----- |
| 1re   | Yelena Isinbayeva      | -       | -       | -       | O       | O       | 4,55 m   | q     |
| 2e    | Anna Rogowska          | -       | -       | XO      | XO      | O       | 4,55 m   | q     |
| 3e    | Silke Spiegelburg      |         |         |         | O       | XO      | 4,55 m   | q     |
| 4e    | Becky Holliday         | -       | XO      | XXO     | O       | XO      | 4,55 m   | q     |
| 5e    | Jiřina Ptáčníková      | -       | -       | XO      | XO      | XXO     | 4,55 m   | q     |
| 6e    | Stella-Iro Ledaki      | XXO     | O       | XO      | O       | XXX     | 4,50 m   | =PB   |
| 7e    | Fabiana Murer          | -       | -       | -       | XO      | XXO     | 4,50 m   |       |
| 8e    | Lacy Janson            | -       | O       | O       | XXX     |         | 4,40 m   |       |
| 9e    | Melanie Blouin         | O       | O       | XXX     |         |         | 4,25 m   |       |
| 9e    | Nikoléta Kiriakopoúlou | -       | O       | XXX     |         |         | 4,25 m   |       |
| 11e   | Nicole Buchler         | XXO     | O       | XXX     |         |         | 4,25 m   |       |
| 12e   | Kate Dennison          | -       | XO      | XXX     |         |         | 4,25 m   |       |
| 12e   | Natalya Kushch-Mazuryk | -       | XO      | XXX     |         |         | 4,25 m   |       |
| 14e   | Marion Lotout          | XXO     | XXX     |         |         |         | 4,10 m   |       |
| —     | Dailis Caballero       | XXX     |         |         |         |         | NM       |       |
| —     | Svetlana Feofanova     | -       | -       | XX-     | X       |         | NM       |       |
| —     | Caroline Bonde Holm    | XXX     |         |         |         |         | NM       |       |
| —     | Liz Parnov             | XXX     |         |         |         |         | NM       |       |
| —     | Tori Pena              | XXX     |         |         |         |         | NM       |       |

## Légende
Records et Performances
- AR : Record continental (area record)
- CR : Record des championnats (championship record)
- MR : Record du meeting (meet record)
- NR : Record national (national record)
- OR : Record olympique (olympic record)
- PR : Record paralympique (paralympic record)
- PB : Record personnel (personal best)
- SB : Meilleure performance personnelle de la saison (season's best)
- WL : Meilleure performance mondiale de l'année (world leader)
- WJR : Record du monde junior (world junior record)
- WR : Record du monde (world record)

Circonstances et Conditions
- DNF : N'a pas terminé (did not finish)
- DNS : N'a pas pris le départ (did not start)
- DQ : Disqualification (disqualification)
- NM : Aucun essai valable enregistré (No Mark)
- Q : Qualifié « directement » au prochain tour (ou à la prochaine compétition), lors d'une compétition majeure, grâce au classement ou à la réalisation des minima (automatic qualifier)
- q : Qualifié au prochain tour (ou à la prochaine compétition), lors d'une compétition majeure, grâce au repêchage ou à la réalisation de l'une des meilleures performances parmi celles des « non qualifiés directement » (grâce au meilleur temps ou à la meilleure distance par exemple) (secondary qualifier)